# Régiment d'Infanterie Mécanisé « Castilla » no 16
 (mars 2021).
La mise en forme du texte ne suit pas les recommandations de Wikipédia : il faut le « wikifier ».
Les points d'amélioration suivants sont les cas les plus fréquents. Le détail des points à revoir est peut-être précisé sur la page de discussion.
- Les titres sont pré-formatés par le logiciel. Ils ne sont ni en capitales, ni en gras.
- Le texte ne doit pas être écrit en capitales (les noms de famille non plus), ni en gras, ni en italique, ni en « petit »…
- Le gras n'est utilisé que pour surligner le titre de l'article dans l'introduction, une seule fois.
- L'italique est rarement utilisé : mots en langue étrangère, titres d'œuvres, noms de bateaux, etc.
- Les citations ne sont pas en italique mais en corps de texte normal. Elles sont entourées par des guillemets français : « et ».
- Les listes à puces sont à éviter, des paragraphes rédigés étant largement préférés. Les tableaux sont à réserver à la présentation de données structurées (résultats, etc.).
- Les appels de note de bas de page (petits chiffres en exposant, introduits par l'outil «  Source ») sont à placer entre la fin de phrase et le point final[comme ça].
- Les liens internes (vers d'autres articles de Wikipédia) sont à choisir avec parcimonie. Créez des liens vers des articles approfondissant le sujet. Les termes génériques sans rapport avec le sujet sont à éviter, ainsi que les répétitions de liens vers un même terme.
- Les liens externes sont à placer uniquement dans une section « Liens externes », à la fin de l'article. Ces liens sont à choisir avec parcimonie suivant les règles définies. Si un lien sert de source à l'article, son insertion dans le texte est à faire par les notes de bas de page.
- La présentation des références doit suivre les conventions bibliographiques. Il est recommandé d'utiliser les modèles {{Ouvrage}}, {{Chapitre}}, {{Article}}, {{Lien web}} et/ou {{Bibliographie}}. Le mode d'édition visuel peut mettre en forme automatiquement les références.
- Insérer une infobox (cadre d'informations à droite) n'est pas obligatoire pour parachever la mise en page.

Pour une aide détaillée, merci de consulter Aide:Wikification.
Si vous pensez que ces points ont été résolus, vous pouvez retirer ce bandeau et améliorer la mise en forme d'un autre article.
 (mars 2021).
Le régiment d'infanterie mécanisé « Castilla » no 16 est actuellement une unité polyvalente de l'Armée de terre espagnole qui était traditionnellement intégrée à l'infanterie. À partir de 2015, avec l'introduction des brigades organiques polyvalentes, il est renmmé régiment blindé « Castilla » no 16. Il s'appelait « infanterie mécanisée » depuis 1966, lorsque les premiers chars d'assaut sont arrivés à son quartier général à Sancha Brava, puisque jusqu'à ce moment la désignation de l'unité était régiment d'infanterie mécanisé Castilla no 16. Des années plus tard, en 1975, les lacunes de la caserne sont devenues apparentes et, surtout, le champ de manœuvre et de tir, où la direction et la distance des projectiles ont dû être restreintes. Pour cette raison, ils ont commencé à envisager de déplacer l'unité dans une caserne plus grande où d'autres unités pourraient également être hébergées, de manière qu'elle devienne une base avec plusieurs régiments et d'autres unités logistiques et de soutien. Tout cela a été réalisé avec la construction de la base du général Menacho, près de la ville de Bótoa et à environ 20 km de Badajoz, où il est en garnison depuis 1999.
Pendant les années de présence dans le casernement de la Gorge de Sancha Brava des moments historiques ont eu lieu dans le régiment, certains difficiles et d'autres gratifiants. Pour les premiers c'est la situation difficile avant la tentative de coup d'état qui s'est produit le 23 février 1981. Quelques jours avant, une grande partie des chars d'assaut du régiment se trouvant en pleines manœuvres à Cerro Muriano, Cordoue, et ont reçu l'ordre de revenir à son casernement de province avant que celles-ci ne se terminent. Une fois dans la caserne de Sancha Brava, tous les effectifs sont entrés en état d'alerte et les chars d'assaut et les autres véhicules ont été repostés et chargés. Le régiment est demeuré fidèle à la Constitution et a continué son activité normalement.
Les premiers chars d'assaut équipant le régiment étaient américains : M47 Patton, M41 Walker Bulldog et les VBTT dans ses versions M577 pour des fonctions de commandement et M113 pour transport de troupes et autres fonctions. En 1983 est arrivé le AMX-30 français, puis le M60 Patton, au milieu des années 1990 le Leopard 2 allemand et enfin le Leopard 2E espagnol. En ce qui concerne ses activités, le régiment a participé à diverses missions de type humanitaire et de maintien de la paix au Salvador, par six fois en Bosnie-Herzegovine, une en Yougoslavie, deux au Kosovo, une en Irak, une en Indonésie et trois au Liban.

## Blason et décorations
Le blason du régiment Cuirassé Castilla no 16 est formé par un château d'or, crénelé, comporte trois tours et est orné de sable en champ de gueules et la Croix de San Fernando et des pièces d'armure pendent de la pointe inférieure ; le château rappelle la région de sa dénomination. Il a le surnom de «Le héros», sobriquet obtenu par le héroïsme montré face aux Français dans le deuxième siège de Saragosse, spécialement dans la prise à la baïonnette de la montagne Torrero et dans la défense du Couvent de Jésus le 21 décembre 1808. D'après la citation du capitaine d'infanterie Antonio Gil Álvaro en 1893, «ce sobriquet est en raison de l'action du régiment pendant le deuxième siège de Saragosse». L'Assemblée suprême centrale, située alors à Cadix, a décrété que ces forces ont été nommées «Dignes d'éloges de la Patrie» par son «degré héroïque et éminent».
Sur la partie inférieure du blason pendent sept décorations correspondantes à des actions héroïques remarquables. De gauche à droite ce sont les suivantes :

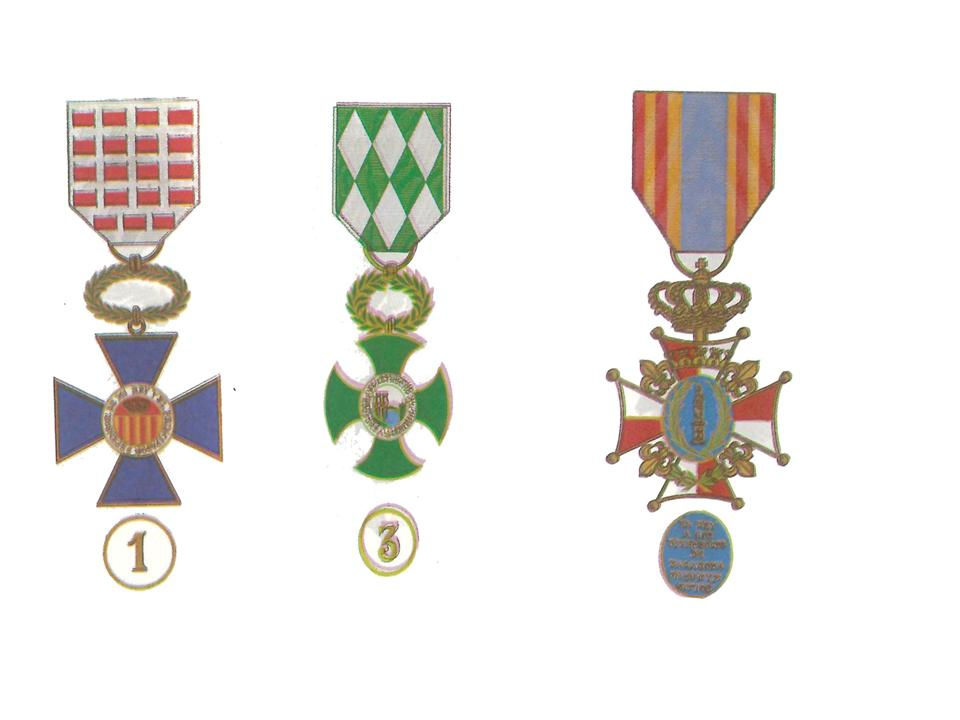
Croix de la Première Armée ou de la Catalogne, Croix de la Troisième Armée, Croix de Saragosse dans son premier et deuxième sites.

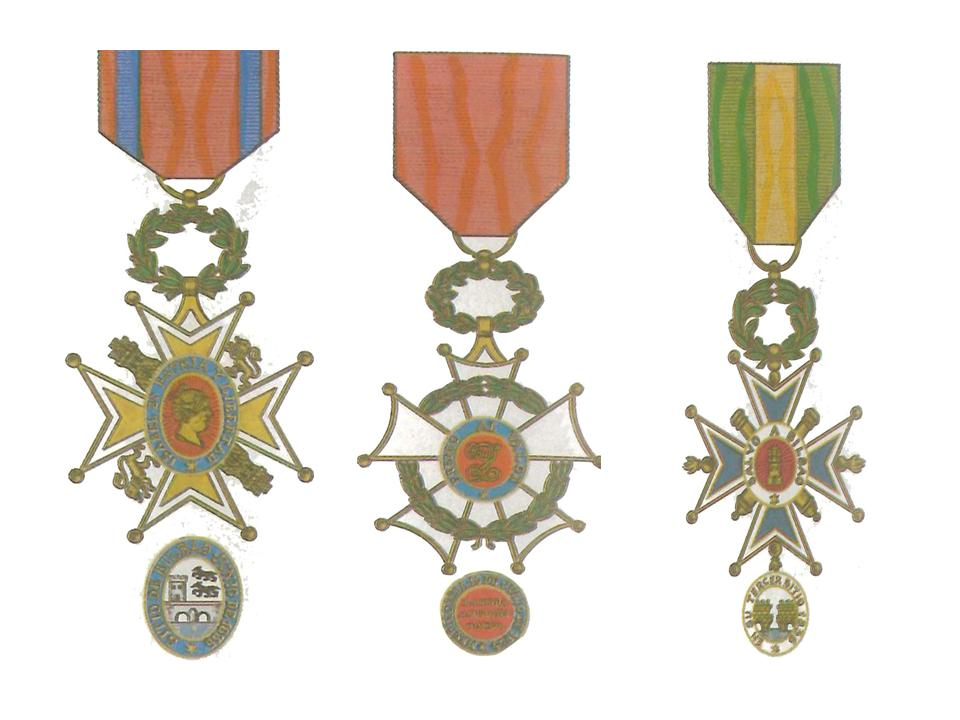
Croix du premier site de Bilbao, Croix de Mendigorria, Croix du Troisième site de Bilbao (Salvadores).

- Croix de la Première Armée ou de la Catalogne. Il figure de quatre bras triangulaires émaillés en bleu turquoise. Dans le centre a un bouclier circulaire avec couronne royale en champ rouge et en dessous les bâtons de la Catalogne sur de l'or. Dans l'exergue, on peut lire «Défenseur de mon Roi et de la Principauté». Sur le verso apparaît le nombre «1». Le ruban est blanc porte-feuille rouge. Tout cela en accord avec le l'arrêté royal du 31 mars de 1815[8],[9].

La montagne, avec une légende autour disant «Vainqueur du Détroit aux Pyrénées». Sur le verso il y a le nombre «3», rapporté à l'ordinal de l'armée, sur champ vert. Il porte une couronne écarlate qui l'unit à un ruban formé par des losanges blancs et verts. L’arrêté royal de concession est, aussi bien que l'antérieure, du 31 mars de 1815,.
- Croix de Saragosse dans ses premiers et deuxièmes lieux. Elle a été créée à la même date que l'antérieure pour les troupes qui ont maintenu les deux sièges, avec la finalité de ne porter qu'une seule croix de distinction. Elle est similaire aux deux autres mais avec des notables différences qu'elle résulte de l'essai de les ajouter dans une seule pièce. Les bras sont mi-rouges mi-blancs ; dans l'ovale central apparaît la Vierge du Pilar, elle bleu et a des lises entre les bras, une couronne murale sur le bras supérieur et une couronne de laurier sur le bars inférieur. Elle porte une couronne royale et un ruban pend avec une liste centrale bleue et deux filets jaunes et deux rouges à chaque côté. Au verso et sur fond bleu est dit : «Le Roi aux défenseurs de Saragosse en son 1er et 2e Lieux». L'arrêté royal l'attribue a dates différentes selon les auteurs spécialisés : le 25 mars 1817 selon Calvó Pascual, et le 13 mai 1817 selon Gravalos-Calvo Pérez[12],[13].

- Croix du premier site de Bilbao. Cette décoration a été accordée au régiment par la reine régnante Isabel II le 6 juillet 1835 pour récompenser les défenseurs de cette ville en tant que premier site. Elle est d'or pour les chefs et les officiels et d'argent pour les troupes. Elle est composée de quatre bras égaux émaillés en blanc, son centre est en or et les extrémités se terminent en globes du même métal. Au centre, qui est de forme ovale, on peut voir le buste de la reine Isabel II sur un fond incarné et sur son siège, en émail bleu, la légende Isabel II, Patrie et Liberté. Entre les bras sont interpolés deux lions et deux châteaux d'or et au-dessus du bras vertical supérieur il y a une couronne de lauriers qui s'enlacent à un ruban incarné avec deux lignes bleues. Au verso, il y a les armes de Bilbao et autour, sur du bleu, la légende : Site de Bilbao, juin 1835[14],[15].

- Croix de Mendigorria. Cette croix a été accordée au régiment par l'Ordination Royale le 23 septembre 1835 énoncée par la reine régnante Isabel II d'Espagne. Elle se compose de cinq lames émaillées en blanc, reliées par un liseré de laurier. Sur cet ensemble, il y a une autre couronne, également de laurier, enlacée par un ruban rouge. Au centre, il y la légende Y2 sur du rouge et, autour, sur du bleu, on retrouve le lemme Prix du courage. Au verso, dans un autre cercle, il y a la légende La Reine à ses défenseurs en lignes horizontales et dans une couronne bleue l'entourant et disant : Mendigorria le 16 juillet 1835[16],[15].

- Croix du troisième site de Bilbao. Elle est similaire à la précédente mais les couleurs des bras et du ruban de la croix sont alternés et leurs formes sont quelque peu distinctes. Sur les entre-bras il y a deux canons bien que trois bombes traversent les entrées. Au centre, il est inscrit Sauf à Bilbao et il y a un château d'or sur fond rouge. Au verso figure la légende : Dans son Troisième Site et au centre on peut voir un pont cassé par-dessus la rivière. La couronne de laurier qui l'unit au ruban ne comporte aucune pièce en son intérieur. Le décret par lequel a été accordée cette décoration est le même que pour la précédente[17].

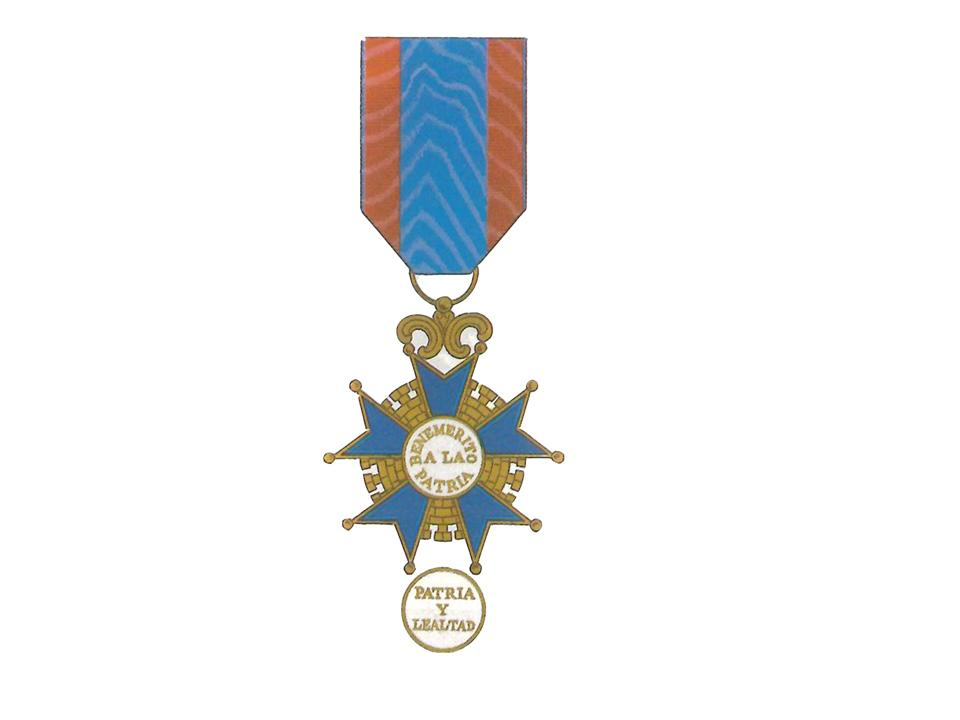
Croix de Méritant pour la Patrie

- Croix de Méritant pour la Patrie. Cette décoration n'a reçu aucun soutien ni aucune reconnaissance officielle. Cependant, elle est incluse dans la vertu car il existe de nombreux exemplaires de celle-ci, tant dans des musées que dans des collections de particuliers, et en raison du voile de mystère qui l'a couverte. La petite histoire de cette douteuse récompense est la suivante : En 1809, les Cortes de Cadix ont déclaré quelques régiments somme Méritants de la Patrie, parmi eux le Régiment d'infanterie de Bourbon. Cet honneur a continué à être dispensé pendant le reste du règne de Fernando VII, de ceux d’Isabel II, du Gouvernement provisoire de 1868-1871, de Amédée 1er, durant la Première République et durant le règne d'Alfonse XII pour ensuite tomber en désuétude, peut-être pour avoir été distribuée démesurément. La décoration est semblable aux deux précédentes : cinq bras émaillés d'un bleu sur un cercle qui semble être une muraille, avec un autre plus petit dans lequel il y a une inscription. Le ruban est bleu avec deux lignes rouges. Normalement, on peut y lire « Mérite à la Patrie » ou « ... de la Patrie » sur le recto et le verso, bien qu'il existe des exemplaires sur lesquels apparaît l'éfigie d'Isabelle II ou d'autres avec une bande Patrie et Loyauté, sur d'autres il n'y a pas d'émail et elles sont imprimées en métal de moindre qualité. La preuve que cette décoration était uniquement une fantaisie de ceux qui la détenaient, il faut la chercher dans le Bulletin Officiel de la Capitainerie de Cuba, année IX, dans lequel a été publiée une résolution datée du 13 septembre 1870 dans laquelle il est dit : « Manuel González González, volontaire du Bataillon de La Havane a sollicité qu'il lui soit autorisé à utiliser la Croix de Mérite de la Patrie en se basant se le fait que dans cette ville les Chefs et les Officiels de l'armée l'utilisaient. Le capitaine général a décidé de rejeter ladite instance étant donné que n'existait pas (officiellement) ladite Croix et que son utilisation était interdite par certaines dispositions royales, la plus récente du 26 août 1867, pour ce qui dispose V.E. de faire cesser cet abus... ». On ignore quand a commencé la pratique de l'utiliser mais la ressemblance du modèle avec les précédents la situe dans la même période[18],[19],[20].

## Histoire

### Antécédents
L'origine de l'unité remonte à l'an 1793, lorsque le XIII duc del Infantado, Pedro de Alcántara Álvarez de Toledo y Salm-Salm, qui serait son premier colonel, a suivi le 3 avril 1793 la demande de création du régiment au roi Charles IV, lequel a répondu affirmativement le 15 avril de cette même année. Sa première dénomination a été le «Régiment de Volontaires de Castille», selon un faire-part du Ministre de la Guerre datant du 25 avril 1793, dans lequel le désir du roi lui est transmis et qui impose le nom cité. Lors de sa fondation, le régiment était composé de trois bataillons avec quatre compagnies de fusiller par bataillon. C'est quelques années plus tôt, en 1883, lorsque c'était le Castilla no 16 en garnison à Leganés, l'accréditation royale du 10 décembre 1883 destinée au régiment de Badajoz est arrivée. Le Castille no 16 est parti le 16 du même mois et il a mis six jours pour l'organisation du déplacement par chemin de fer. Lorsqu'il est arrivé à Badajoz, il a occupé le casernement de San Francisco le Grand, qui était vide à la suite de la dissolution du Régiment Covadonga n.º 41 qui était celui qui l'occupait.
À partir du 17 décembre 1883, le régiment d'infanterie Castille no 16 sera lié pendant plus de cent ans à la ville de Badajoz, temps pendant lequel beaucoup de générations d'Extremadure, et en particulier de pacenses, se sont formés dans ses files (alors les recrutés allaient être destinés aux régiments les plus proches). Ceci a été l'origine du régiment d'infanterie Castilla no 16, qui en 1966, alors que les chars de combat approchaient, a changé de nom pour s'appeler « régiment d'infanterie mécanisé Castilla no 16 » et a pris comme premier chef, à partir du 17 février 1966, le lieutenant-colonel Rovira Recio.

### Caserne de Sancha Brava

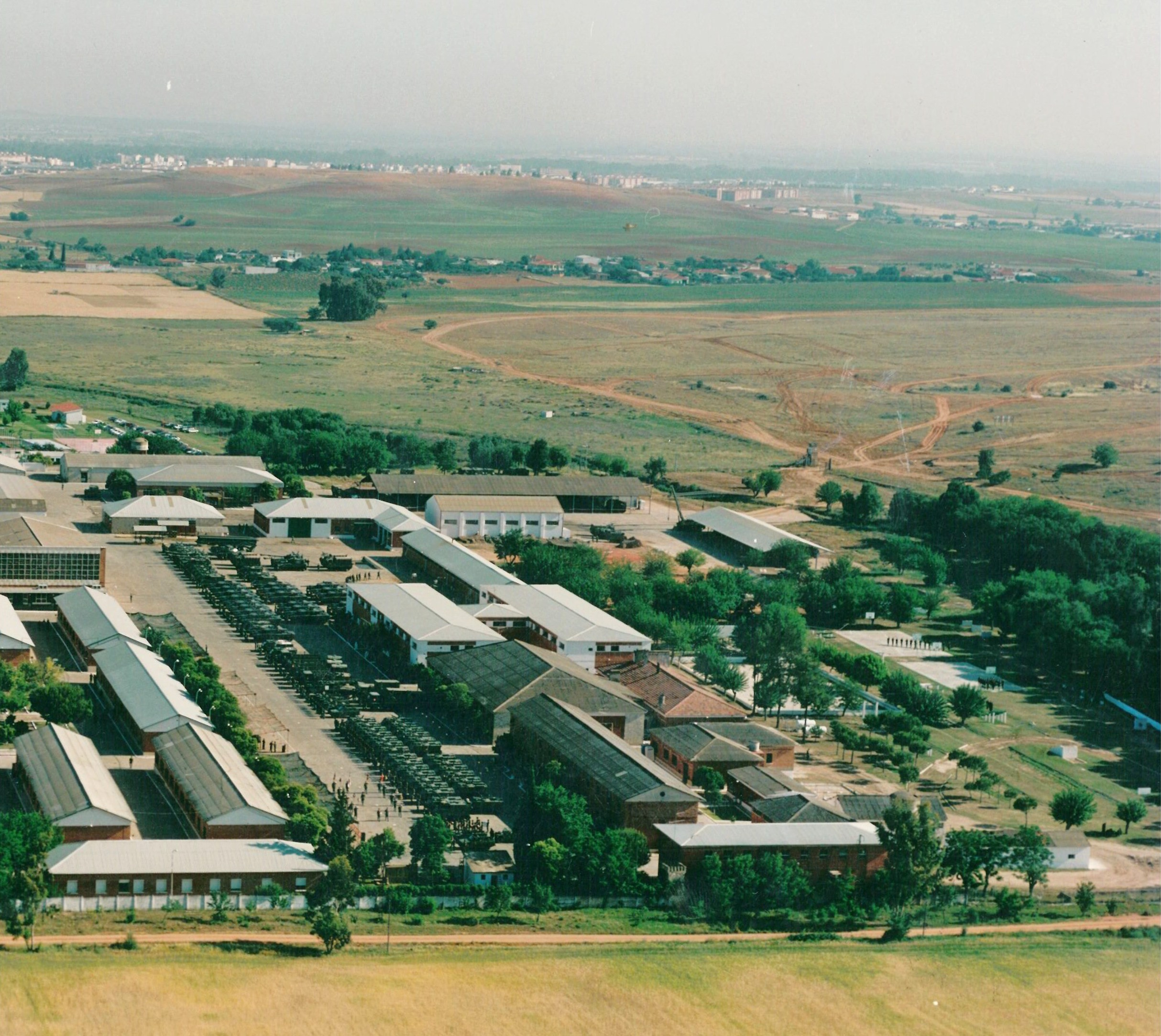
Vue aérienne de la caserne de Sancha Brava, à l'extérieur de Badajoz, base du régiment entre 1966 et 1999.

Le premier casernement qu'a eu le régiment d'infanterie mécanisée Castilla no 16 a été celui Sancha Brava, situé à environ 4 km de la ville de Badajoz, qui jusqu'au changement de dénomination par l'incorporation des chars de combat, était occupé par son prédécesseur le régiment d'infanterie Castilla no 16, duquel procédaient toutes les effectifs mécaniciens et logistiques, ainsi que les chefs, officiels, subordonnés et troupes.
Son premier chef depuis le 17 février 1966 a été le lieutenant-colonel Adolfo Rovira Recio. Le 17 novembre, le colonel Fidel Cátera Román a pris en charge le régiment, il a été désigné par la circulaire du 28 octobre qui a été publiée dans le Journal quotidien officiel no 245. Son chef, le lieutenant-colonel Adolfo Rovira Recio, lui a fait part du commandement du régiment en raison de son arrêt dans le commandement avec pour motif de son accession au poste de colonel.

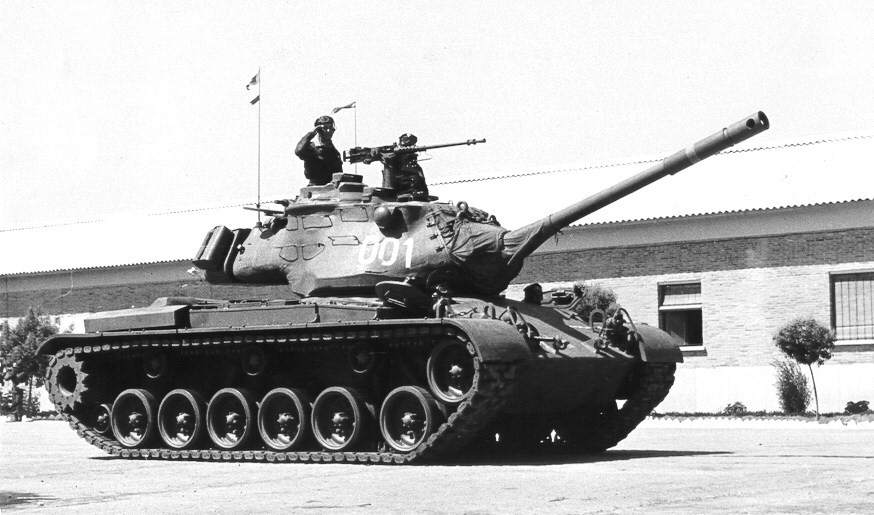
Le lieutenant colonel Adolfo Rovira Recio à bord du char de combat M47 Patton lors d'un défilé en 1972.

En 1967, les 16 premiers chars de combat type M47 Patton originaires du régiment de cavalerie Sagunto sont reçus, l'ensemble des chars de ce régiment ont été distribués entre les diverses compagnies du bataillon. Le char de combat américain M-47, qui se fabriquait depuis 1951, a opéré pour la première fois dans l'armée espagnole avec la division mécanisée «Brunete» n.° 1. Le M-47 avait les suivantes caractéristiques: le moteur possédait une puissance de 810 ch, une vitesse maximale de 48 km/h et une autonomie de 128 km, et il était armé d'un canon de 90 mm, d'une mitrailleuse de 12,7 mm et deux de 7,62 mm.
Au premier trimestre de 1967, treize autres chars de combat M-47 sont arrivés et en avril il est sorti le regimiento pour Colline Muriano, Cordoue, où a participé à l'Opération Saeta, que menait à terme la brigade d'infanterie mécanisée XXI au commandement du général Pedro Merry Gordon, et que consistait à l'exécution d'une offensive avec feu réel. En octobre de cette année sont arrivés différents matériels mécanisés : de la base d'automobiles de Cordoue ils procédaient 34 véhicules tout terrain avec traction à tous les axes et de la base mixte de tracteurs et chars de combat de Ségovie ils sont arrivés treize chars de combat M-47 et un camion grue pour le service de ceux-ci.
Fin 1967 a commencé la démolition de l'ancienne caserne de San Francisco, où était encore dressé un cyprès appelé le « Centenaire de la Castille », dont la détérioration s’aggrave du fait de l’absence d’irrigation et d’élagage. La pétition unanime de la société civile par l'intermédiaire du journal Aujourd'hui, lancée par le journaliste local Antonio García Orio Zabala —ancien sergent provisoire du premier bataillon du « Castilla no 16 »—, a réussi à ce que le général Pedro Merry Gordon autorise qu'une partie d'une compagnie de démineurs du « bataillon du génie » procède à l'arrachement du cyprès et à son déplacement au casernement de Sancha Brava, où il est resté situé à la droite de la chapelle.

### Bataillon de «L'Hispanité»

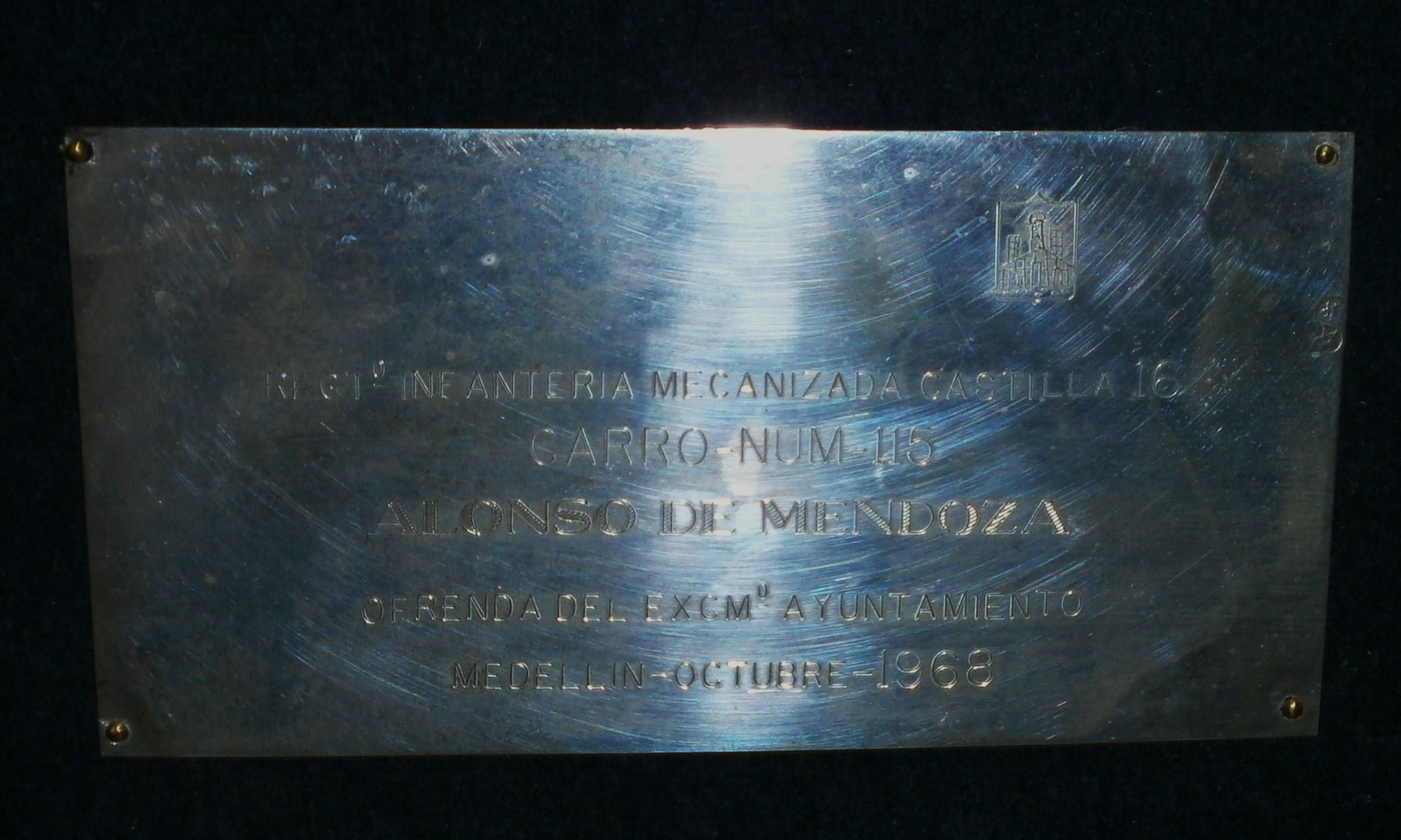
Plaque offerte par la Mairie de Medellín au RIM Castilla no 16 pour le parrainage du char de combat, baptisé « Alonso de Mendoza ».

Le 10 novembre 1968 s'est produit un fait important dans le régiment : l'Estrémadure et l'Institut de Culture Hispanique ont rendu hommage à l'Armée espagnole, symbolisée dans cette occasion par le régiment d'infanterie mécanisée Castilla no 16, et a profité de l'acte pour bénir et remettre un étendard que la Mairie de Badajoz a offert au régiment. il est arrivé le capitaine général de région militaire II, Manuel Chamorro Martinez, est arrivé à onze heures du matin. Après avoir écouté la Sainte Messe, les porte-drapeaux sont partis à leur poste, à l'avant de la formation. Après une allocution du colonel, la compagnie de fusiller a effectué un déplacement fermé et, alors que l'hymne national retentissait, le drapeau et les étendards ont été ramenés à leur salle correspondante. À la suite de cela a eu lieu la parade des forces, avec en dernier le bataillon de chars de combat M-47, chacun avec le nom d'un conquérant d'Extremadure, par ce que ce bataillon s'appelle « Bataillon de l'Hispanité ». Ils ont assisté à l'acte des représentants des villages, à qui ils ont livré les plaques d'argent avec les noms des conquérants nés dans leur rang ainsi que le nombre du char de combat parrainé, le bouclier du village où ils sont nés et une médaille du saint patron du village, dont les noms de conquérants figuraient déjà sur la proue des chars de combat.
| Nom du conquérant           | Village d'origine       | Char de combat parrainé             | Faits de conquête                                                                   |
| --------------------------- | ----------------------- | ----------------------------------- | ----------------------------------------------------------------------------------- |
| Pedro Alvarado              | Badajoz                 | n.º 111                             | Conquérant du Guatemala                                                             |
| Andrés de Tapia de Alvarado | Badajoz                 | n.º 123                             | Conquérant du Mexico                                                                |
| Luis de Moscoso de Alvarado | Badajoz                 | n.º 212                             | Chef de l'expédition de La Floride à la mort de Hernando de Soto                    |
| Arias Tinoco                | Badajoz                 | n.º 215                             | Conquérant de La Floride au commandement du navire Santa Bárbara                    |
| Romo de Cardeñosa           | Badajoz                 | n.º 233                             | Conquérant de La Floride au commandement du navire San Antón                        |
| Juan Núñez de Prado         | Badajoz                 | n.º 225                             | Conquérant au Tucumán                                                               |
| Hernán Sánchez de Badajoz   | Badajoz                 | n.º 315                             | Conquérant du Pérou                                                                 |
| Alonso Rangel               | Aceuchal                | n.º 134                             | Conquérant au Costa Rica                                                            |
| Vasco Núñez de Balboa       | Jerez de los Caballeros | n.º 200                             | A découvert l'Océan Pacifique                                                       |
| Hernando Méndez de Soto     | Jerez de los Caballeros | n.º 211                             | Conquérant de La Floride                                                            |
| Nuño de Tovar               | Jerez de los Caballeros | n.º 213                             | Conquérant de La Floride au commandement du navire Magdalena                        |
| Jaime de Maraver            | Jerez de los Caballeros | n.º 224                             | Conquérant de la Nouvelle Espagne,.                                                 |
| Pedro de Valdivia           | Castuera                | n.º 100                             | Conquérant du Chili.                                                                |
| Hernán Cortés               | Medellín                | n.º 001 carro del jefe de la unidad | Conquérant du Mexique.                                                              |
| Alonso de Mendoza           | Medellín                | n.º 115                             | Conquéranty au Pérou.                                                               |
| Gonzalo de Sandoval         | Medellín                | n.º 124                             | Capitaine dans la conquête du Mexique,.                                             |
| Rodrigo de Paz              | Medellín                | n.º 132                             | Conquérant au Mexique.                                                              |
| Alonso de Alvarado Montoya  | Zafra                   | n.º 321                             | Conquérant au Guatemala, Mexique et Pérou. Capitaine général au Potosí et La Plata. |
| Juan Coles                  | Zafra                   | n.º 201                             | Conquérant en Floride et journaliste.                                               |
| Benito Hurtado              | Garrovillas de Cáceres  | n.º 112                             | Conquérant en Castille d'Or et au Nicaragua.                                        |
| Gallego de Andrade          | Burguillos del Cerro    | n.º 012                             | Conquérant au Mexique, mari de Isabel de Moctezuma.                                 |
| Diego García de Paredes     | Barcarrota              | n.º 214                             | Conquérant de La Floride au commandement du navire San Juan.                        |
| Juan Ruiz de Arce           | Alburquerque            | n.º 301                             | Conquérant du Pérou et journaliste.                                                 |
| Jorge de Alvarado           | Lobón                   | n.º 323                             | Conquérant du Mexique et du Guatemela.                                              |
| Diego de Alvarado           | Lobón                   | n.º 334                             | Conquérant au Mexique, Guatemala et Chili.                                          |
| Juan Cano de Saavedra       | Cáceres                 | n.º 011                             | Capitaine dans la conquête du Mexique.                                              |
| García Holguín              | Cáceres                 | n.º 014                             | Conquérant au Mexique.                                                              |
| Vasco Porcallo de Figueroa  | Cáceres                 | n.º 222                             | Conquérant en Floride à Cuba et à Saint-Domingue.                                   |
| Francisco de Sande          | Cáceres                 | n.º 234                             | Fondateur de la province de Camarines de Naga et gouvernant aux Philippines.        |
| Lorenzo de Aldama           | Cáceres                 | n.º 002                             | Conquérant au Pérou et gouvernant de Popayán.                                       |
| Lorenzo de Ulloa            | Cáceres                 | n.º 331                             | Conquérant au Pérou, en Jamaïque et au Honduras.                                    |
| Carrillo de Obando          | Cáceres                 | n.º 332                             | Gouverneur de Muso de Palma, en Colombie.                                           |
| Pedro Corbacho              | Cáceres                 | n.º 335                             | Navigateur avec Colón dans le premier voyage vers les Indes.                        |
| Francisco Pizarro           | Trujillo                | n.º 300                             | onquérant du Pérou.                                                                 |
| Francisco de Orellana       | Trujillo                | n.º 121                             | A découvert l'Amazone.                                                              |
| Juan de Chaves              | Trujillo                | n.º 101                             | Conquérant au Mexique et au Honduras.                                               |
| Diego de Sanabria           | Trujillo                | n.º 113                             | A avancé sur le Río de la Plata.                                                    |
| Diego García de Paredes     | Trujillo                | n.º 221                             | Conquérant au Venezuela, où il a fondé la ville de Trujillo.                        |
| Nuflo de Chaves             | Trujillo                | n.º 235                             | Fondateur de Santa Cruz de la Sierra et conquérant au Paraguay.                     |
| Francisco de las Casas      | Trujillo                | n.º 135                             | Fondateur de la ville de Trujillo au Honduras.                                      |
| Pedro Alonso de Hinojosa    | Trujillo                | n.º 333                             | Conquérant au Pérou et capitaine général de l'armée de Lagasca.                     |
| Gonzalo de Ocampo           | Trujillo                | n.º 324                             | Conquérant à Saint-Domingue et Panuco.                                              |
| Hernando de Trejo           | Trujillo                | n.º 325                             | Conquérant en Argentine.                                                            |
| Gonzalo Pizarro             | Trujillo                | n.º 131                             | Chef de l'expédition au pays de la canelle.                                         |
| Alonso de Sotomayor         | Trujillo                | n.º 231                             | Gouvernant et capitaine général au Chili.                                           |
| Diego Alfonso de Camargo    | Plasencia               | n.º 122                             | Conquérant au Mexique et en Jamaïque.                                               |
| Juan de Carvajal            | Plasencia               | n.º 133                             | Conquérant au Paraguay.                                                             |
| Cristóbal Flores            | Valencia de Alcántara   | n.º 125                             | Conquérant au Mexique.                                                              |
| Gonzalo de Silvestre        | Herrera de Alcántara    | n.º 222                             | Conquérant en Floride                                                               |
| Nicolás de Obando           | Brozas                  | n.º 311                             | Premier gouverneur des Indes                                                        |
| Diego de Santa Cruz         | Guadalupe               | n.º 312                             | Conquérant au Pérou,                                                                |
| Martín Cabañas              | Logrosán                | n.º 313                             | Conquérant au Pérou                                                                 |
| Juan de la Plaza            | Hervás                  | n.º 314                             | Conquérant au Pérou                                                                 |
| Pedro Alonso                | Aldeacentenera          | n.º 003                             | Conquérant au Pérou,.                                                               |
| Antonio Villarroel          | Alcántara               | n.º 332                             | Conquérant au Pérou, à Cuba et au Mexique. A découvert les mines de Potosí,.        |

### Opérations et activité jusqu'à fin duXXesiècle

#### De 1970 à 1980
Du 4 au 9 avril 1970 et pour remplir le programme général d'instruction et d'entraînement, il a participé aux exercices tactiques appelés Opération Zújar, durant lesquelles étaient présente — en plus du Castilla no 16 et du BMING XXI de Badajoz— d'autres forces de Mérida, comme la GACA et la GLOG XXI et d'autres de Cordoue. Au mois de mai, il a participé, à Arcos de la Frontera, aux manœuvres appelées Opération Brigadier, où toutes les armes réglementaires ont fait feu pour de vrai, chars d'assaut inclus. Entre mai et octobre ont eu lieu dix Patrouilles d'Officiers, des exercices de lutte de guérillas dans les zones d'Olivence et d'Alconchel, dix revues de types divers sont passés et ont participé dans des actes extérieurs comme la Semaine sainte, la Fête-Dieu et l'hommage au Saint patron, l'Immaculée Conception, dans l'église du même nom au centre de Badajoz, entre autres. L'année 1971 s'est passée de la même sorte et ils ont effectué des exercices de guerre de guérillas dans la zone d'El Pedroso dans la province de Séville. Également cette année là, le régiment a reçu deux visites de grande importance : le 17 février, c'est le capitaine général de la Région Militaire II, Julio Coloma Gallego, et en juin il a reçu le ministre des Armées, le général Juan Castañón de Mena. Dans les deux occasions, les chefs du régiment ont été félicités pour la « martialité, la présentation et l'état du régiment ».
En 1972 le régiment a continué avec les services de garnison et est intervenu dans divers exercices tactiques, parmi lesquels s'est démarqué celui nommé Opération Lance, qui a eu lieu à Cerro Muriano (Cordoue) contre d'autres unités de la division Guzmán le Bon entre le 7 et le 12 avril. En 1973, le régiment comptait désormais 54 chars d'assaut de type M47 Patton, 26 camions et 52 véhicules de traction à deux axes qui ont remplacé les précédents, qui été devenus obsolètes. En ce qui concerne l'armement, le plus important a été l'arrivée de 50 mitrailleuses de calibre 12,7 mm. En février et mars a été donné le Cours de connaissance et d'entraînements de VBTT type M113-A1 et le passage à gué des cours d'eau dans le marais de Piedra Aguda, car l'arrivée des VBTT n'était prévu que pour deux mois plus tard. En juin, 49 VBTT M113-A1 ont été reçus. Avec ceux-ci ont été réalisés, fin novembre, des pratiques de navigation sur le fleuve Guadiana, à proximité de Badajoz. En septembre, le régiment a participé aux manœuvres nommées Hornachos-73 avec la présence, en tant qu'observateurs, de militaires français et portugais. Une fois les exercices terminés, les unités participantes ont défilé devant le Ministre de l'Armée, le géréral Francisco Coloma Gallegos, et l'ancien prince d'Espagne, D. Juan Carlos de Borbón.
En 1974, une série de carences se sont manifestées, entre celles qui allient les réductions dimentionnelles du camp de manœuvres et de tir pour s'exercer avec le matériel et les armes dont ils disposaient. Les manœuvres les plus importantes ont été celles menées à Talarrubias, appelées Opération Cible-74, auxquelles le régiment entier a participé, et à Algésiras nommées Automne-74. Des unités plus modernes du véhicule VBTT ont été reçues, les modèles M577 et M125-A1. Durant l'année 1975, le général Franco est décédé et Juan Carlos de Borbón a été nommé roi d'Espagne. D'autre part, le Royaume du Maroc a organisé la Marche verte, grâce à laquelle il comptait pénétrer dans le Sahara espagnol et forcer le Gouvernement espagnol à négocier la cession de ce territoire à la nation africaine. L'Accord de Paix de Madrid a mis fin à la présence espagnole dans cette zone en évitant une guerre qui, selon Gutiérrez Mellado : « Ils n'auraient pas été en mesure de gagner ».
En 1976 le régiment est sorti trois fois de la place, une fois à Chincilla (Albacete), où il a participé à l'exerice Montearagon 76, et deux à Cerro Muriano. Il a effectué des manœuvres deux autres fois, une dans la zone d'Alburquerque, dans les exercices Gévora 76 et une autre proche de la chapelle de la Vierge de Botoa dans les exercices nommés Zapatón 76. Cette année là, ils ont abattu plusieurs chars d'assaut M47, qui ont été remplacés par les M47E, déjà modifiés pour opuvoir utiliser du gazole comme carburant. Les années suivantes, le régiment a effectué des exercices de manœuvre et d'entraînement, mais les attentats du groupe terroriste ETA dispersent les forces armées. Pour ce qui est de la Castilla no 16, à la suite de l'assassinat du général Ortín Gil le 3 janvier 1980, comme pour les autres garnisons, ses forces ont été puisées dans la rue. Le bataillon de char de la Castilla no 16 a fait le tour suivant dans la ville de Badajoz : route de Valverde, Avenue de l'Europe, avenue de Armón et Cajal, San Roque, route de Madrid et route de Valverde pour revenir à son casernement de Sancha Brava.

#### Depuis 1981 jusqu'au déplacement à la base du Général Menacho
Le 23 février 1981 s'est produit un coup d'État. Quelques jours avant, les unités du bataillon de chars d'assaut étaient en manœuvre à Cerro Muriano et ont reçu un ordre de retour immédiat à son casernement, où elles sont arrivées le lendemain, de sorte que le régiment soit, le jour de l'assaut au Congrès, au complet dans son casernement habituel, celui de Sancha Brava. Aux alentours de minuit de ce même jour du 23, tous les commandants ont été appelés et tous les véhiculent ont été approvisionnés, mais avec le message du roi vers 3 heures du matin, les tensions diminuèrent.

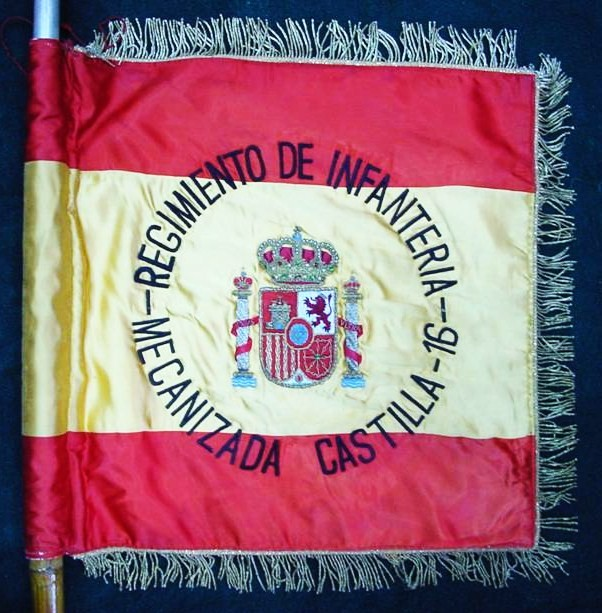
Étendard Du RIM Castille

En 1982, il a fallu souligner la visite du ministre de la Défense, Alberto Oliart, le 5 février. En 1983 a eu lieu le centenaire de l'arrivée à Badajoz du régiment et également le retrait des chars d'assauts M47 Patton pour les chars français AMX-30, qui a des meilleures propriétés que le précédent, puisqu'il dispose d'un moteur Hispano-Suiza de 680 ch, d'une vitesse maximale de 65 km/h, d'une autonomie d'environ 500 km, d'une mitrailleuse de 12,7 mm et une autre de 7,62 mm. Un autre tournant important pour le régiment a été la livraison du nouvel étendard au régiment par la municipalité de Badajoz, qui contient le blason constitutionnel. L'étendard remplacé a été donné au musée de l'Armée, mais a finalement été remis à la mairie pour sa garde. Entre juin et septembre, le régiment a participéaux manœuvres nommées Castelar-83 et Pedrera-83, respectivement à San Gregorio et à Chinchilla. Il a aussi pris part aux manœuvres Crisex-83, réalisées à Huelva. Pendant l'année 1985, le régiment a reçu la visite de Gustavo Urrutia García, capitaine général de la région militaire I, et cette même année, la brigade XI, qui avait son quartier général sur l'avenue Fernando Calzadilla, près de la résidence militaire Gravelinas, s'est installée dans les camps de Botoa, à 22 km de Badajoz, où se réuniront plus tard les petites unités de ladite brigade, desquelles le RIM Castilla no 16 a été le dernier à intégrer la base du Général Menacho.
Les années suivantes se passèrent avec la réalisation d'un travail d'entrainement tant à l'intérieur qu'à l'extérieur du casernement. En 1987, le régiment a participé aux manœuvres Alfa-2 et Beta dans les camps de San Gregorio et Saragosse. Le 1er juin est célébré le 194e anniversaire de la création du régiment, avec la présence de aux commandants militaires espagnols et portugais. À la mi-octobre, un changement de section a été réalisé avec l'armée britannique dans le cadre des activités hispano-britanniques. En 1988, le régiment s'est déplacé au camp de manœuvres San Lorenzo et les exercices tactiques nommés Aragón-88 ont eu lieu. En 1989, les manœuvres de type Beta-101, Beta-107 et Beta-109 ont été effectuées. La normalité, dans la discipline et le travail journalier, a été le ton durant les deux années suivantes. En 1991, l'Opération Bouclier a eu lieu, pour la protection du réservoir des barrages de García de Sola et de Cíjara, de la vallée du Guadiana. À Chinchilla, l'exercice dénommé Aigle 2/91 a été réalisé en avril, puis en novembre, en ce même lieu, a eu lieu la manœuvre Puisemilla-91.
En 1992, 5e centenaire de la découverte de l'Amérique, l'Opération Alfa-Foxtrot, dont la mission était de protéger certains tronçons du parcours de la HVE entre Madrid et Séville a été menée, et le régiment a participé à un nouveau type d'exercice nommé ENEAS. Le moment le plus important de cette année a été la visite au casernement de sa majesté le roi Juan Carlos I au mois de mai. L'année suivante, 1993, les chars d'assaut de type AMX-30 ont été retirés pour laisser place aux chars américains M60 A3 TTS, moins volumineux et plus légers, avec un moteur de 750 ch, dont 310 unités sont arrivées en Espagne. Cette même année, pour célébrer l'Année Sainte de Compostelle, une marche par relais depuis les quartiers généraux des Brigades XI et XII et depuis celui de la division d'infanterie jusqu'à Saint-Jacques-de-Compostelle a été organisée, dans une opération nommée Corazeiro-93. En quatre jours, les 800 km séparant Badajoz de Saint-Jacques-de-Compostelle ont été parcourus. Concernant l'armement, il y a eu un changement significatif, l'ancien fusil d'assaut CETME Modèle B/C a été remplacé par le CETME Modèle L/LC, plus léger et précis. En 1994, conformément au mandat des Nations unies quant au fait de contribuer à la pacification de l’ex-Yougoslavie avec des troupes, la Castilla no 16 est partie le 22 mars pour la Bosnie-Herzégovine et des troupes sont également parties pour la Croatie en vol direct depuis la base aérienne de Talavera la Real, à Badajoz. Le reste du régiment a participé, avec les troupes italiennes et américaines, à l’exercice combiné « Dinamic-Impact 94 » dans la zone de Vivaro, dans la province de Pordenone,en Italie, et aux exercices tactiques « Beta-106 ».

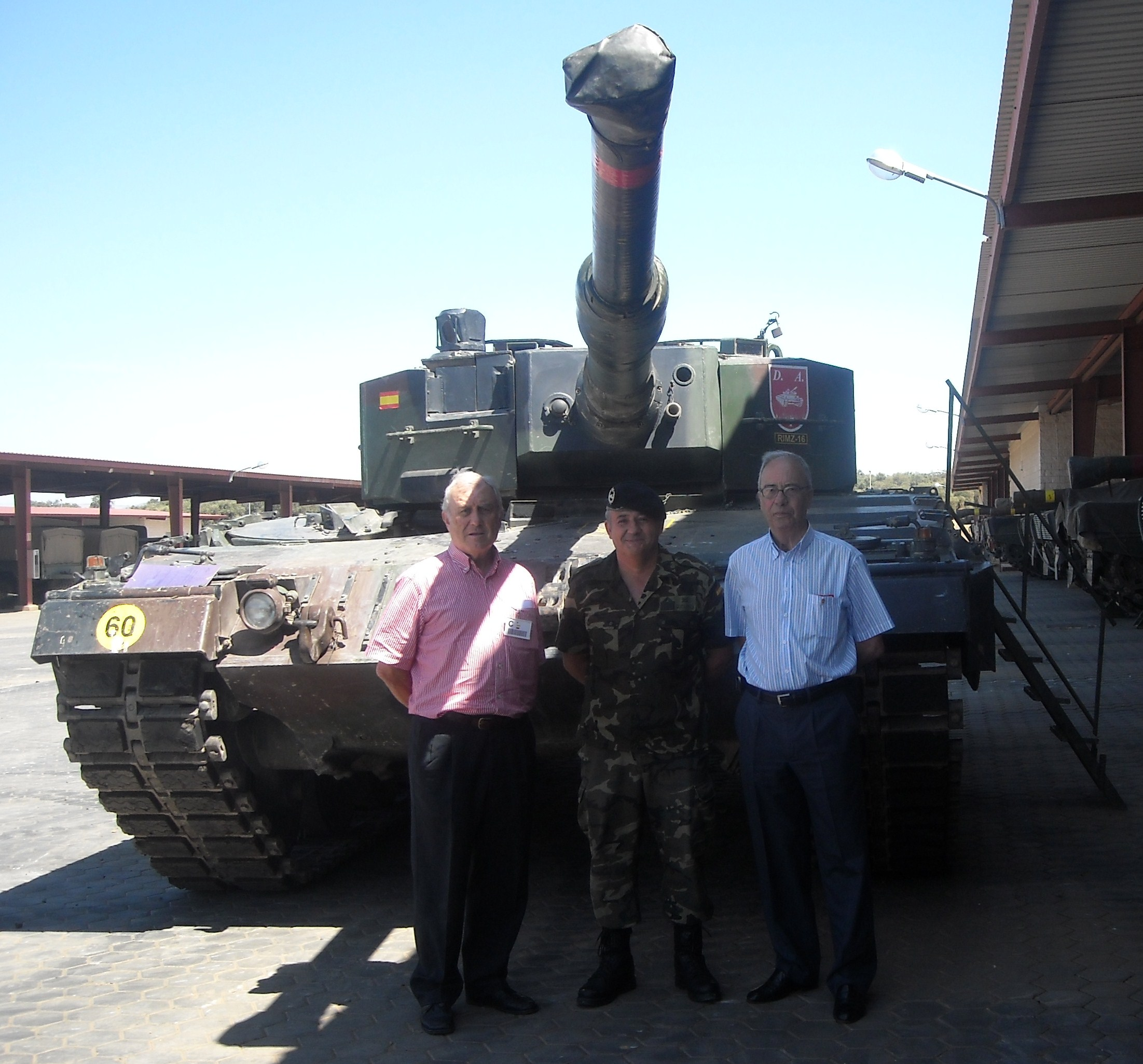
Char de combat Leopard 2-A4 du régiment d'infanterie mécanisée Castilla no 16.

L’année 1995 a également été importante pour ce qui est de l’équipement, les premiers chars de combat Leopard 2 A4 ayant été reçus en remplacement des M60 et ces remplacements se sont poursuivis en 1996 et 1997. En 1997 également, des troupes ont été envoyées dans des missions de maintien de la paix en ex-Yougoslavie et celles qui étaient en poste en Bosnie-Herzégovine sont revenues en 1998. Cette année —1998—une partie du régiment est parti en France et en Allemagne et a participé aux exercices dits Pegasus-98.

#### Motifs du déplacement à la base du Général Menacho
Dès 1974, les carences du cantonnement de Sancha Brava ont commencé à apparaître, surtout en ce qui concerne le champ de tir et les manœuvres. En effet, le champ de tir ne permettait pas l’utilisation de lance-grenades sauf avec des grenades d’entraînement. Pour l’utilisation et le tir au mortier de calibre 60 mm, il fallait le faire à une charge et avec une portée maximale de 300 m. Si l’on utilisait le mortier de calibre 120 mm, il fallait le faire avec le sous-calibre réduit de 60 mm. Comme dans ce champ tiraient toutes les unités qui se trouvaient sur la place militaire de Badajoz, les compagnies du régiment ne pouvaient l’utiliser qu’une fois par mois. Un autre domaine qui présentait des lacunes était celui de l’instruction, car ses dimensions réduites obligeaient à limiter les exercices tactiques aux niveaux de sous-groupe ou d’entreprise, ce qui entraînait la répétition des exercices par les dimensions du terrain citées
En 1975, il y a eu un accident et un civil a été blessé à la suite d’un rebond d’un éclat d’obus vers le côté opposé à l'« espadon » sur lequel les coups de feu étaient habituellement tirés. En conséquence, le gouvernement civil a nommé une commission d’enquête et d’information sur la manière dont le champ de tir devrait être utilisé à l’avenir. Les conclusions de cette commission étaient les suivantes :
- Il n'était possible de tirer que sur la zone la plus au nord du champ de tir.
- La distance maximale de tir ne devaient pas dépasser 50 m.
- Les armes individuelles n’étaient pas autorisées à mitrailler. Les coups de feu devaient être tirés à vue.
- Les armes collectives devaient être d’un « affranchissement » rigide.
- L’utilisation de la mitrailleuse de calibre 12,70 mm a été interdite.

Tout cela montrait que le site n’était pas en mesure d’effectuer des manœuvres et des exercices avec les nouveaux armements disponibles.
Un autre argument en faveur d’un nouveau site était la dispersion des petites unités qui composaient la brigade d’infanterie mécanisée « Extremadura » XI (BRIMZ Extremadura XI), qui avaient leur quartier général dans ce qui était ensuite la résidence militaire Gravelinas, dans le noyau urbain de Badajoz, un des plus strictement confidentiels et internes que possédait le gouvernement. Le quartier général de la brigade d’infanterie mécanisée d’Estrémadure XI a été le premier à être transféré à la base générale de Menacho en 1985, à Bótoa, à environ 20 km de Badajoz. Au cours des 15 années qui suivirent, toutes les petites unités qui composaient cette « Brigade XI » furent transférées à Bótoa. Le « RIMZ Castilla no 16 » fut le dernier à intégrer la nouvelle base en 1999.

#### Installation dans la base du Général Menacho

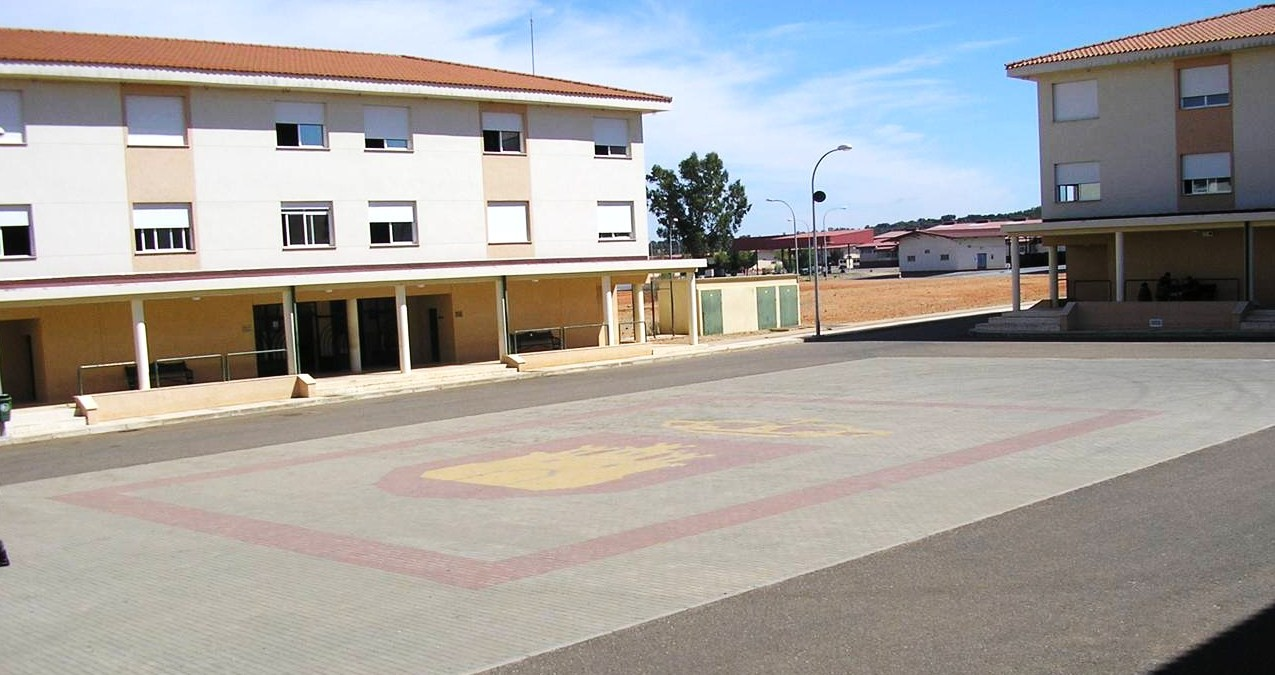
Cour de la zone de commandement de la base du Général Menacho

Le 30 juin 1999, le dernier ordre du cantonnement Sancha Brava a été publié, avec un seul article débutant comme suit 

« À la veille du transfert du régiment à la base Général Menacho (Botoa), nous faisons aujourd'hui un pas de plus en publiant pour la dernière fois l'ordre de notre Caserne Sancha Brava.
Je voudrais saisir cette occasion pour vous redire qu'une fois de plus, la Castille est mise à l'épreuve. De la certitude que, comme toujours, nous accomplirons exactement notre devoir...
Finalement tout ceci sans rien perdre mais, au contraire, en maintenant orgueilleusement notre condition d'être et en se sentant Soldats de la Castille. »

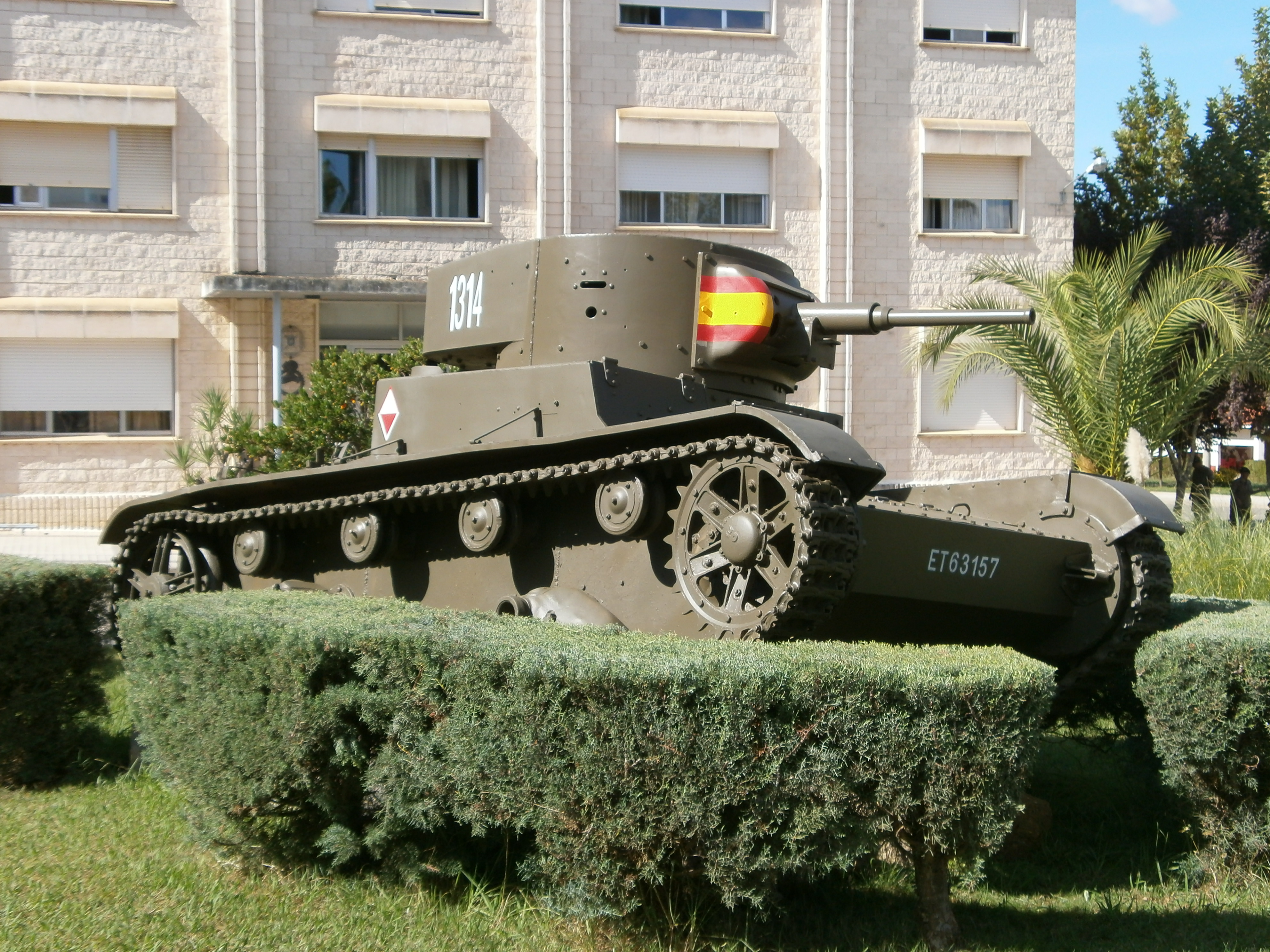
Char de combat T-26-B1 dans la cour de commandement de la base Général Menacho de Botoa, Badajoz

Le transfert s’est déroulé en trois phases : le 1er juillet, le « BIMZ Alcántara », le 1er septembre, le « BICC Mérida » et le 1er octobre, tout le régiment se trouvait à la base générale Menacho de Bótoa. La même année, le « bataillon de chars » défila le jour de la fête nationale d’Espagne à Madrid et de là il alla immédiatement effectuer les exercices « Bótoa-99 ». Ce transfert a commencé en 2000 avec le régiment entièrement installé dans la nouvelle base, et en juin il est allé à la Campo de maniobras de San Gregorio à Saragosse pour participer aux exercices « Ejea 2000 » et « Cierzo 2000 » (nom dû au vent du nord-ouest qui souffle fréquemment dans la vallée de l’Èbre). On donna ce nom de Cierzo aux exercices tactiques de fin d'année à l’Académie générale militaire, auxquels participaient diverses unités de l’armée où les Chevaliers d'Enseigne Cadets de dernière année, désormais lieutenants, effectuaient des exercices de commandement. En raison du déplacement de deux bataillons à Saragosse, les célébrations du 207e anniversaire ont eu lieu avec quelques jours de retard. En mars 2001, deux bataillons se sont rejoints sur le même terrain de manœuvre à Saragosse pour des exercices de manœuvres et de tir. Cette même année, profitant des possibilités offertes par le champ de manœuvre de la base générale Menacho, quatre exercices de type « ALPHA- 2» ont été réalisés. Les célébrations du 208e anniversaire de la fondation du régiment ont eu lieu en juillet. Une fois le régiment installé dans son nouveau cantonnement et assimilé à la différence de fonctionnement d’une caserne avec un seul régiment à celle d’une base, partagée avec plusieurs unités et commandée par un général, la vie militaire de ce régiment a continué de se développer en toute normalité.

#### Armement arrivé en 2015
Dans le cadre du plan de renouvellement des moyens de combat, les chars de combat Leopard 2-A4 ont été remplacés des par des plus modernes : les Leopard 2E, de fabrication partielle et d’assemblage complet en Espagne. Ces derniers ont rejoint le régiment le 22 mars 2015. Ses caractéristiques mécaniques et de feu les plus importantes sont :
- Fabriqués par General Dinamics à Séville.
- Son équipage est composé de quatre personnes.
- Son arme principale est un canon de 155 × 55 mm.
- L’armement complémentaire est composé de deux mitrailleuses MG de calibre 7,62 mm, l’une coaxiale au canon et l’autre pour la défense antiaérienne immédiate.
- Il dispose également de 16 tubes de lancement d’artifices fumigènes de fuite et de dissimulation devant l’ennemi.
- Le poids total en formation de combat est de 62 tonnes.
- La vitesse maximale est de 68 km/h.
- La puissance du moteur est de 1 500 ch.
- Il possède un système optique et électronique plus avancé que son prédécesseur, le Leopard 2 A4[103].

### Missions de paix

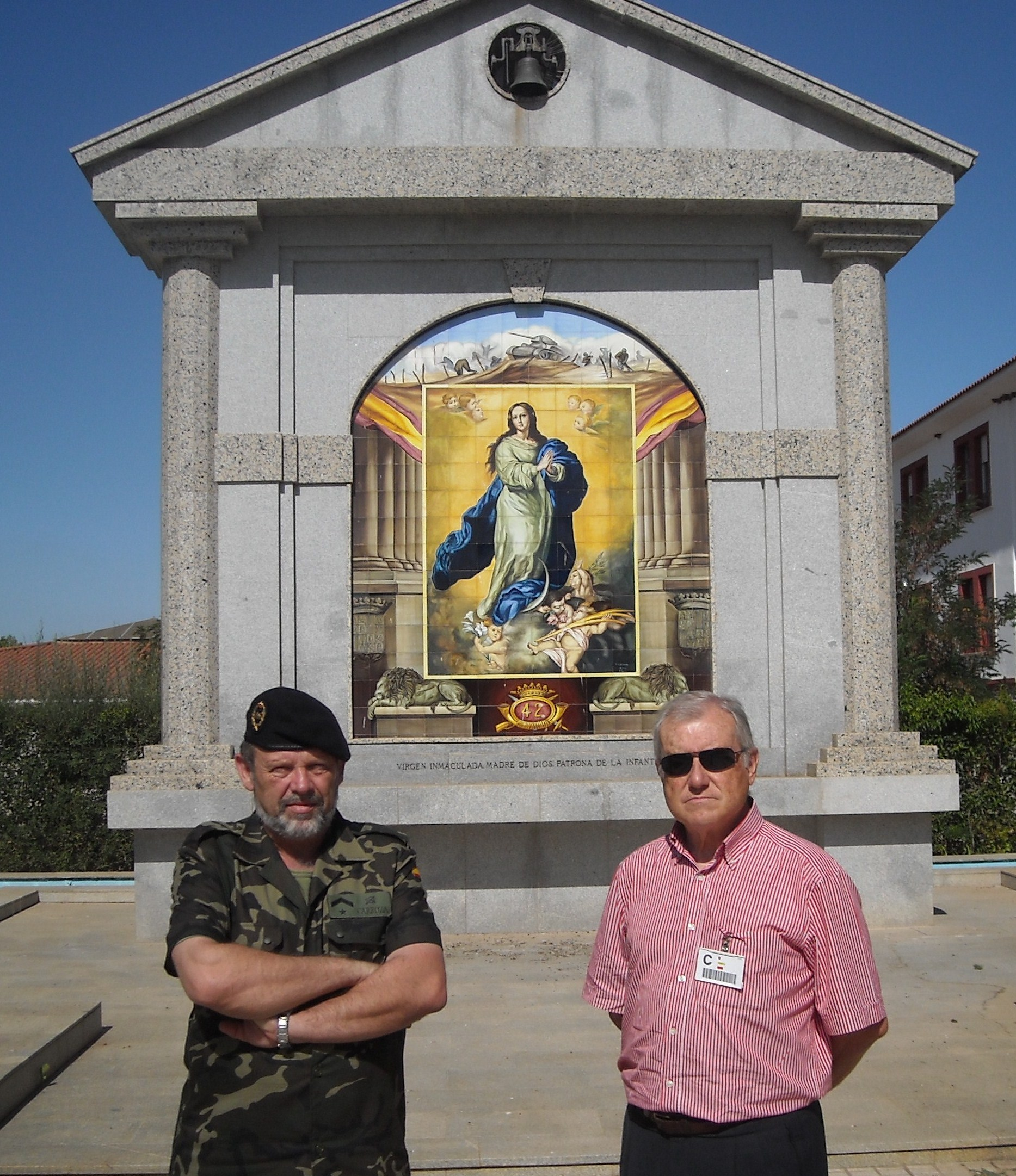
Monument de l'Immaculée Conception dans la base du régiment

Le régiment a participé à de nombreuses missions de paix entre 1993 et 2012, en voici les plus importantes :
- Salvador. Trois des cinq officiers du groupe de conseillers fournis par l’Espagne étaient du régiment et étaient au Salvador pendant toute l’année 1993. Leur mission, dite « Observateurs des Nations unies au Salvador » -ONUSAL, qui a été établie par une résolution des Nations unies, était de surveiller les accords de paix de Chapultepec, qui consistaient à désarmer la guérilla pour mettre fin à la guerre civile qui existait dans le pays grâce aux pourparlers entre le gouvernement de ce pays et le Front Farabundo Marti de la libération nationale (FMLN)[104].
- Bosnie-Herzégovine. Rassemblement tactique Cordoue (AGT Cordoue) (SPAGT). Ce groupement ne s’est pas basé sur les « Forces d’action rapide » comme c’était le cas jusqu’alors. De mars à octobre 1994, une compagnie du « RIMZ Castilla no 16 » commandée par le capitaine Martín Francisco Expósito Alonso était en Bosnie-Herzégovine. L’unité formée s’intitule « 2e compagnie castillane » et est encadrée par le « bataillon princesse » de l'« AGT Cordoue », dont le colonel est Pedro Luis Braña et qui appartient aux forces de l’ONU appelées FORPRONU. Sa mission était de veiller au respect du cessez-le-feu entre Bosniaques et Croates de Bosnie. Ses zones d’opérations étaient Mostar et Draçevo et environ 2 400 convois ont été escortés[105].
- Bosnie-Herzégovine. Groupe Tactique d'Extremadure (AGT Extremadure) (SPAGT). Le « RIMZ Castilla no 16 » a été désigné « Unité de base » pour former l'« AGT Extremadure », dont la mission était similaire aux précédentes, avec la particularité qu’il s’agissait de maintenir ouverts les accès à Sarajevo pour son approvisionnement. Ils y sont restés d’octobre 1994 à mai 1995. Le colonel du « RIMZ Castilla no 16 » Francisco García-Almenta Dobón était aux commandes. Près de 250 soldats du régiment ont participé aux opérations et déployé leurs activités dans les régions de Mostar, Medjugorje et Draçevo[106].
- Ex-Yougoslavie. Brigade Espagnole V (SPABRI V). De mai à décembre 1997, 29 chefs, officiers et sous-officiers et 76 soldats ont rejoint la « Brigade espagnole V » (SPABRI V) pour participer à des missions de paix, en particulier à l’occasion des élections municipales et législatives dans l’ex-Yougoslavie. Au cours de cette mission, une unité de guerre électronique a été mise en place[107].
- Bosnie-Herzégovine. Brigade Espagnole VIII (SPABRI VIII). Entre août et décembre 1998, des membres du « RIMZ Castilla no 16 » ont participé à des missions de paix en Bosnie-Herzégovine dans le cadre de la « Brigade espagnole VIII » (SPABRI VIII), sa mission la plus importante étant la surveillance, afin d’assurer le bon déroulement des élections dans la région et d’assurer la sécurité dans les colonies de Stolac[108].
- Bosnie-Herzégovine. Organisation opérationnelle espagnole XII (SPAGT XII). Plusieurs membres du « RIMZ Castilla no 16 » sous le commandement de son chef, le colonel Mollá, se sont joints de décembre 1999 à avril 2000 pour surveiller l’application des accords de paix et aider à la réinstallation des réfugiés. Ils ont également contribué à créer un climat de sécurité qui a permis le bon déroulement des deuxièmes élections locales[109].
- Bosnie-Herzégovine. Organisation opérationnelle espagnole XIV (SPAGT XIV). Une section du « RIMZ Castilla no 16 » mandatée par le lieutenant Antonio Jiménez a participé au processus de vérification du respect des Accords de Dayton de juillet à décembre 2000 en Bosnie-Herzégovine, a soutenu la réinstallation des réfugiés, l’aménagement d’écoles et de dispensaires et a participé au déminage du terrain[110].
- Bosnie-Herzégovine. Organisation opérationnelle espagnole XVI (SPAGT XVI). Le RIMZ Castilla no 16 a été désigné de mai à décembre 2001 comme « unité principale » pour former l'« Organisation opérationnelle espagnole SPAGT XVI ». Il fournit un bataillon du nom de « Bataillon Badajoz » avec 245 participants sur un total de 769 qui composent l’opération. Il a continué de surveiller l’application des Accords de Dayton, a organisé des ateliers et des écoles, a fourni des services de santé à plus de 1 200 personnes et a fourni plus de 1 000 m3 d’eau potable. Ses zones d’opérations étaient les villes de Trebinje et Mostar[111].
- Kosovo. Groupe tactique espagnol X (KSPAGT X). La plupart des membres de ce groupement appartenaient à la « BRIMZ Extremadure XI ». La mission a duré de septembre 2003 à avril 2004 avec le colonel du RIMZ Castilla no 16 Martín Aragonés au commandement et a développé des missions de maintien du processus de paix initié au Kosovo avec la « Force internationale de sécurité au Kosov o» (KFOR). Le groupe est basé à Doboj Istok[112].
- Irak. Brigade multinationale hispano-polonaise Plus Ultra II. Cette brigade fut formée sur la base de la « BRIMZ Extremadure XI » et fut en mission de décembre 2003 à avril 2004 et le colonel Asarta, chef du RIMZ Castilla no 16» fut le 2e chef de la brigade. Le RIMZ Castilla no 16 était encadré par des unités d'« Affaires générales et logistiques » et apporta également une compagnie de fusils[113].
- Indonésie. Opération Réponse Solidaire. Le soldat du RIMZ Castilla no 16, Miguel Carroza Gallardo, a participé à l’opération Respuesta Solidaria en tant que santé volontaire de janvier à mars 2005, se déplaçant sur le navire Galicia -qui a quitté Alicante- pour aider la population de Banda Aceh, qui a été la plus touchée par le tsunami du 26 décembre 2004[114].
- Kosovo. Groupement tactique espagnol XV (KSPAGT XV). De janvier à juillet 2006, le RIMZ Castilla no 16 a de nouveau été désigné comme « unité de base » sous le commandement de son colonel Nicolás de Bari Millán Cruz pour la formation d’un groupement sous le nom de KSPAGT XV. Le régiment a participé avec plus de 300 éléments de l’unité entre cadres et troupes[115].
- Liban. Opération Libération Hidalgo IV. Le régiment a pris part de novembre 2007 à mars 2008, aux côtés du régiment de cavalerie légère blindée « Numancia » no 9, à l’Opération Brigade Libération Hidalgo IV, dont la mission était de faire appliquer les résolutions du Conseil de sécurité de l’Organisation des Nations unies pour cette zone. Sa colonie était la base espagnole « Miguel de Cervantes », près de la ville de Maryayoun[116].
- Liban. Opération Libération Hidalgo X. Le RIMZ Castilla no 16 a fait partie de la « brigade multinationale Est » avec des membres d’autres pays comme l’Inde, l’Indonésie et le Népal pour développer l’Opération Libération Hidalgo X de décembre 2009 à avril 2010 avec plusieurs officiers, sous-officiers et troupes pour participer aux «Organes de commandement, de direction et de logistique». L’opération de maintien de la paix dans une zone située à la frontière entre le Liban et Israël et le quartier général était situé dans la ville de Naqoura, au sud du Liban[117].
- Liban. Opération Libération Hidalgo XV. Pour la troisième fois depuis septembre 2011, ils étaient dans ce même pays et pendant cinq mois, dans la «Brigade Multinationale» sous le nom d'Opération Libération Hidalgo XV pour exercer les mêmes fonctions qu’en 2009 et 2010 de protection de la frontière entre le Liban et Israël au sud de ce pays, à proximité de l’embouchure du fleuve Litani. Comme lors de la précédente opération, il y avait aussi des contingents militaires d’autres pays comme l’Indonésie, la Malaisie, l’Inde, le Népal, la Serbie et le Salvador[118].
- Liban. Opération Libération Hidalgo XX. À partir du 12 novembre 2013, les contingents de l’opération Libération Hidalgo XIX et de l’opération Libération Hidalgo XX ont été remplacés par la brigade d’infanterie mécanisée (BRIMZ) Estrémadure XI qui poursuivra jusqu’en mai 2014 avec les tâches que les forces des Nations unies lui ont assignées par la « résolution 1701 ». Dans ce contingent de forces se trouvent seize hommes et femmes du RIMZ Castilla no 16, dont le travail se déroulera en fonction de « Commandement et soutien logistique». Le 19 mars 2014, le soldat Carlos Martínez Gutiérrez, membre de la brigade d’infanterie mécanisée d’Estrémadure XI, est décédé en service à l’hôpital Hammoud de Saïda (Liban), où il était hospitalisé depuis le 12 mars[119].

## Chefs du régiment
Les chefs du régiment, depuis qu'elle est devenue « unité mécanisée », en 1966, ont été les suivants :
| 1966-Fidel Cátedra Román                |
| 1970- Gervasio Martín Cotano            |
| 1972- Juan Camacho Collazo              |
| 1976- Leandro Blanco González           |
| 1980- José Cruz Requejo                 |
| 1981- Carlos Torres Espiga              |
| 1984- Hermenegildo García Briones       |
| 1985- Celestino Sanz Hurtado de Mendoza |
| 1987- Tomás Quecedo González            |
| 1989- José Gallego del Pueyo            |
| 1991- Oliverio Celemín Peña             |
| 1993- Francisco M. García Almenta Dobón |
| 1995- Juan José Antolín Heriz           |
| 1997- José Manuel Mollá Ayuso           |
| 1999- Alfonso Guillén Regodón           |
| 2001- Luis Martín Aragonés              |
| 2003- Alberto Asarta Cuevas             |
| 2005- Nicolás de Bari Millán Cruz       |
| 2007- Santiago Cubas Roig               |
| 2009- Jerónimo de Gregorio y Monmeneu   |
| 2011- Pedro José Cabanach Villa         |
| 2013- José Rivas Moriana                |

## Hymne du régiment
L’hymne du régiment fut composé en 1924 par le musicien majeur Bonifacio Gil García (1898-1964). La partition originale est conservée au musée du régiment d’infanterie mécanisée Castilla no 16 à Bótoa (Badajoz). Bonifacio Gil commença sa vie en tant que militaire à tambour dans le « Régiment La Loyauté » à Burgos, passa au « Régiment Zamora » à Ferrol comme musicien de premier plan, sortit premier du concours de Directeur des groupes militaires et arriva au grade de « Commandant directeur de Musique ». Il est affecté au régiment de 1924 à 1947. À cette époque, il se consacre à la compilation du folklore d’Estrémadure et la Députation de Badajoz édite son ouvrage intitulé Cancionero popular de Extremadura en deux volumes. Il a également été directeur du conservatoire de musique de Badajoz. Les paroles ont été composées par le capitaine José Castillo. Cet hymne est le suivant :

« Soldado soy del Castilla

del 16 Regimiento

he de mostrarme contento

y de sentir alegría

Feliz la de ser Soldado

en Patria de libertades

libertades conquistadas

con la sangra derramada

al calor de un ¡Viva España!

Atacar, atacar

atacar con valor

saber vencer o morir

Por honor y por hombría

el Soldado Español

ha de conservar su historia

más que su vida, su gloria

El lema que es nuestro honor

ser siempre fiel yo prometo

gritando con energía

saber vencer o morir

CASTILLA fue siempre así »

— Paroles du Capitaine José Castillo, musique du musicien majeur Bonifacio Gil

## Changement de nom du régiment
Par ordre du Journal officiel du ministère de la Défense du 2 juillet 2015, le régiment d’infanterie mécanisée Castilla no 16 perdit la première partie de celui-ci et devint le régiment cuirassé Castilla no 16 tout en conservant le nom de Castilla qu’il avait depuis sa fondation en 1793, faisant partie de la brigade Estremadure XI comme il appartenait jusqu’alors.